# Сулу (море)
Море Сулу — міжострівне море у Тихому океані між Філіппінами та островом Калімантан.

## Загальний опис
Територія моря Сулу обмежена островами: на сході — островом Мінданао, на північному сході — островом Негрос, на півночі — островом Панай, островами Куйо, островами Даланганем, островом Думаран, на північному заході — островом Палаван, на заході островами Бугсук, Балабак, Бангі, на південному заході — островом Калімантан, на південному сході — архіпелагом Сулу. У центральній частині моря Сулу розташовані острова Кагаян, острова Північний й Південний Іслет та коралові рифи.
Площа моря 348 тис. км², глибина до 5576 м, солоність 33-34,5 ‰. Припливи неправильні півдобові, величиною до 2-3 м. Часто трапляються землетруси. Розвинене рибальство.
У море Сулу впадають річки Кінабатанган, Сугут, Лабук (усі на острові Калімантан).
Є частиною так званого Австрало-Азійського Середземного моря.

## Порти
Серед основних портів моря — Ілоїло, Замбоанга, Пуерто-Принсеса (Філіппіни); Сандакан (Малайзія).

## Клімат

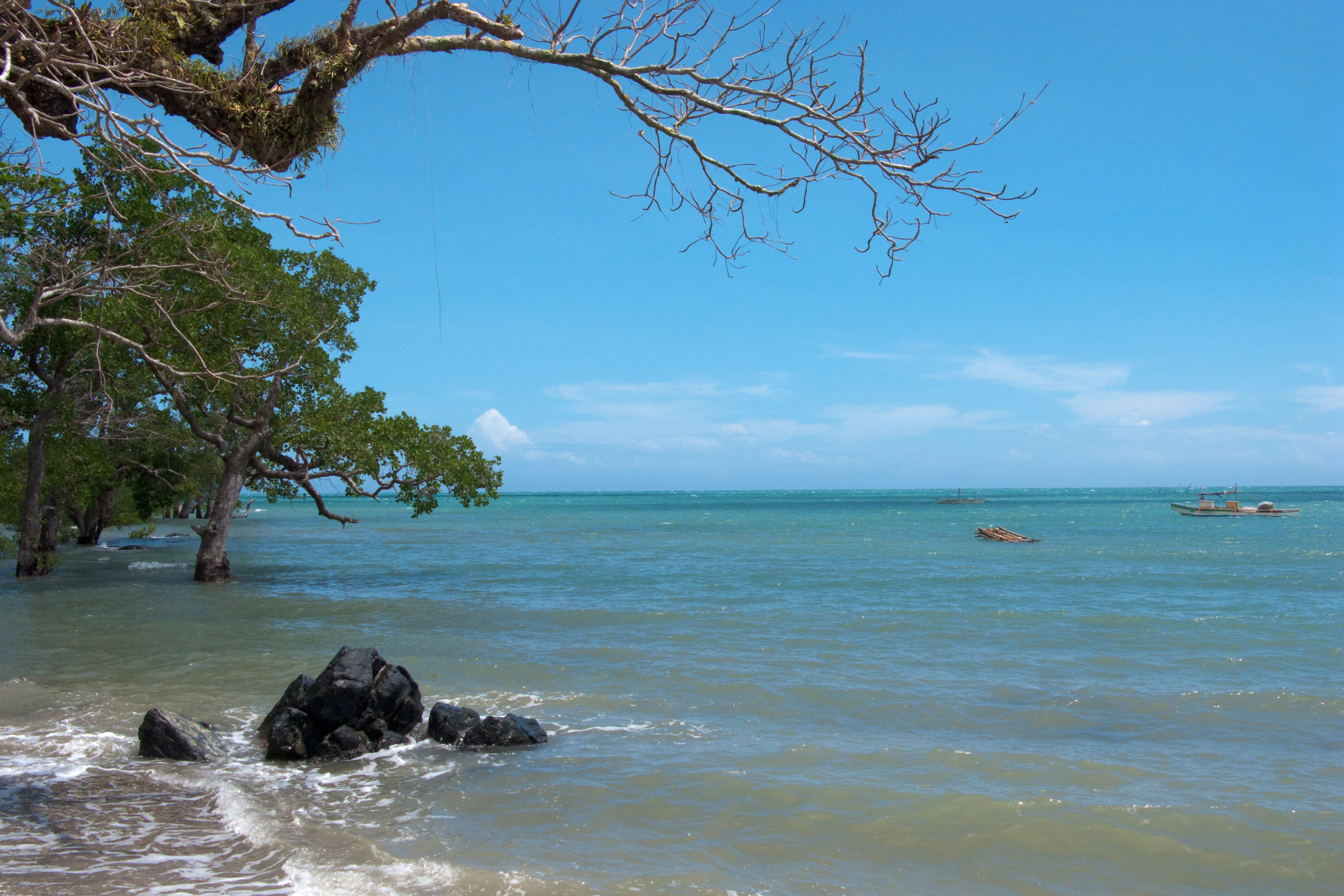
Вид на море Сулу з острова Палаван

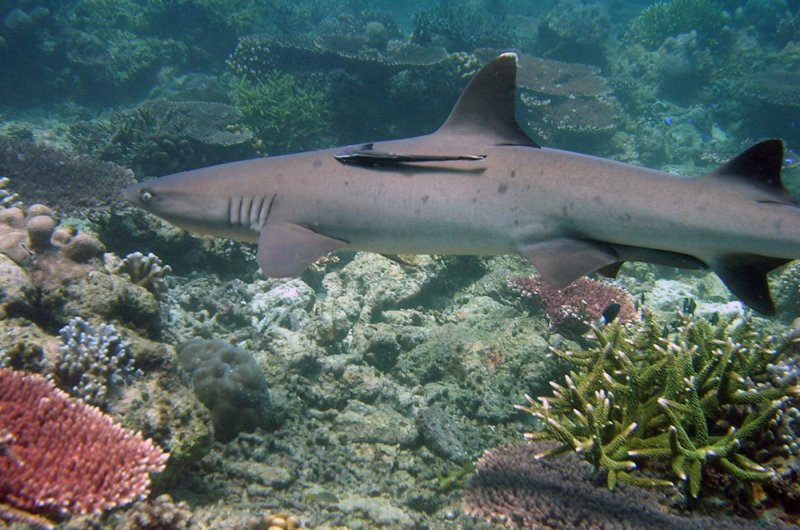
Акула у морі Сулу біля Рифу Туббатаха

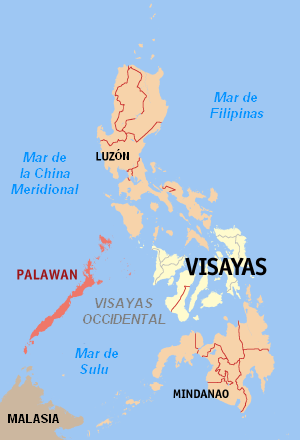
Море Сулу на мапі Філіппін

Акваторія моря лежить у субекваторіальному кліматичному поясі. Влітку переважають екваторіальні повітряні маси, взимку — тропічні. Сезонні амплітуди температури повітря незначні. У літньо-осінній період часто формуються тропічні циклони.

## Біологія
Акваторія моря утворює окремий однойменний морський екорегіон центральної індо-пацифічної зоогеографічної провінції. У зоогеографічному відношенні донна фауна континентального шельфу й острівних мілин до глибини 200 м відноситься до індо-західнопацифічної області тропічної зони. У центральній частині моря Сулу розташований морський природний парк Риф Туббатаха.